# Tolosa
Tolosa – miasto w Hiszpanii, we wspólnocie autonomicznej Kraj Basków, w prowincji Guipúzcoa. W 2007 liczyło 17 888 mieszkańców.